# شارون أندرسون
شارون أندرسون (بالإنجليزية: Sharon Anderson)‏ هي طبيبة أمريكية، ولدت في 1949. ساهمت بشكلٍ كبيرٍ في دراسة تطوّر مرض الكلى المزمن، وركّزت أبحاثها على مرض اعتلال الكلى السكّري، ومرض الكلى متعدد الكيسات، ومدى تأثير تشيُخ الكلى على وظائف أعضاء الجسم. وهي أول امرأة تعمل رئيسة للجمعية الأمريكية لطبّ الكلى. وكانت رئيسة لقسم الطب في المركز الطبي لشؤون المحاربين القدامى في بورتلاند وحاليًّا تشغل منصب رئيس قسم الطب في جامعة أوريغون للعلوم والصحة. تم تعيينها لتكون ضمن المعهد الوطني لاستشاريي معاهد الصحة، ألفت وشاركت في تأليف ما يزيد على 150 منشورًا.

## السيرة الذاتية والتدريب
ولدت شارون أندرسون عام 1949م، وحصلت على شهادة بكالوريوس في الفنون من جامعة ميريلاند عام 1971م، وعلى شهادة في الطب من كلية الطبّ في جامعة ولاية لويزيانا عام 1979م. وكمتطلب لتدريبها ما بعد التخرّج، أنهت شارلون فترة تدريبها في المستشفى عام 1979م وتدريبها كطبيبة مقيمة عام 1983 في مركز جامعة أوريغون للعلوم الصحية، والذي أصبح فيما بعد جامعة أوريغون للعلوم والصحة. بعد ذلك، أكملت زمالة في طب الكلى مدة سنة واحدة في مستشفى بيت إسرائيل ومدرسة طب هارفارد عام 1983م. وزمالة بحثية لمدة سنتين في طب الكلى في مستشفى بريغام في بوسطن  ومدرسة طب هارفرد. كما أنها عضو في الجمعيّة الأمريكية لطبّ الكلى، وتعيش حاليًّا مع زوجها إدموند كورتيس في بورتلاند، أوريغون.

## أبحاثها ومسيرتها المهنية
عملت شارلون أثناء مسيرتها كباحثة في دراسة تأثير مرض اعتلال الكلى السكريّ على بقية أعضاء ووظائف الجسم (الفيزيولوجيا المرضية لمرض اعتلال الكلى السكري)، والتي ساهمت لاحقًا في تغيير نمط التعامل مع علاج هذا المرض. وكشفت أبحاثها عن عن التأثيرات المهمة لمثبط الإنزيم المحول للأنجيوتنسين (ACE inhibitor) في تخفيف تقّدم مرض اعتلال الكلى السكري، قدّمت دراساتها دعمًا وتأييدًا لبدء تجارب سريريّة على نطاق واسع، والتي أسفرت عن تحسينات في مجال العناية بالمريض. وقد ساهم ذلك في التنبؤ بعدد أقلٍ من المرضى المحتاجين للغسيل الكلوي والمصابين بأمراض كلوية مزمنة.

## عملها في الجمعية الأمريكية لطب الكلى
عملت شارلون في عددٍ من المناصب القياديّة في الجمعيّة الأمريكية لطبّ الكلى، وتضمّنت تعيينات لجنتها مع الجمعية معايير الخدمة على برامج اللجان، وعلى المجموعة الاستشارية لأمراض الكلى المزمنة، وعلى اللجنة التنفيذية لمنسقي برامج التدريب. في عام 2004، تم انتخابها لتكون ضمن مجلس الجمعية، وعملت أيضًا ضمن الهيئة التحريرية لمجلّة الجمعيّة. تعتبر شارلون أول امرأةٍ تعمل كرئيسةٍ للجمعية الأمريكية لطب الكلى طوال تاريخها الممتدّ ل 43 سنة. بدأت فترتها في عام 2009  ولعبت دور الناشط في موقعها كرئيسة. عملت على تطوير تنوع المناصب القياديّة في الجمعيّة بشكل استراتيجيّ، وذلك حتى تعكس التركيبة السكّانية الاجتماعيّة بشكل أفضل.
وفي عملها مع المجلس الأمريكيّ للطب الباطنيّ، خدمت كرئيسةٍ للجنة طب الكلى.  وعملت كرئيسةٍ لقسم الطب العام الدراسي من فئة "B" مع معاهد الصحّة الوطنيّة.

## الجوائز
حصلت على جوائز لعملها كأستاذة في جامعة أوريغون للعلوم والصحة، وكان ذلك عام 2001، و2002، و2003م. وحصلت أيضًا على جائزة رئيس الطاقم الطبي عام 2003 وذلك لخدمتها وعملها المتميز للطاقم الطبيّ.
تضمّنت مناصبها القيادية العمل كعضوة في اللجنة التنفيذية للطب الأكاديمي، بالإضافة إلى ذلك، عملت في مجلس جمعية القلب الأمريكية للإشراف على الجزء الخاص بالكلى في بحوث أمراض القلب والأوعية الدموية وارتفاع ضغط الدم. كما أنها عضو في عددٍ من الجمعيات المهنية الأخرى.